# Trbovlje
Trbovlje (njem.:Trifail) je grad i središte istoimene općine u središnjoj Sloveniji. 

## Zemljopis
Trbovlje se nalazi u središnjoj Sloveniji 50 km istočno Ljubljane, u pokrajini Gorenjskoj i statističkoj regiji Zasavlje. 

## Stanovištvo
Prema popisu stanovništva iz 2002. godine Trbovlje je imalo 16.290 stanovnika.

## Vanjske poveznice
- Službena stranica općine
- Satelitska snimka grada  Arhivirana inačica izvorne stranice od 29. srpnja 2017. (Wayback Machine)